# Ewa Żeleńska
Ewa Żeleńska (ur. 1 października 1965) – polska siatkarka, mistrzyni i reprezentantka Polski.

## Kariera sportowa
Jest wychowanką ŁKS Łódź, w 1982 zdobyła z drużyna mistrzostwo Polski juniorek. W seniorskiej drużynie występowała od 1984 roku. W 1986 roku zdobyła wicemistrzostwo Polski, a w 1985, 1987 i 1989 brązowe medale mistrzostw Polski,
Była reprezentantką Polski juniorek. W reprezentacji Polski seniorek wystąpiła w 1987 w 45 spotkaniach, w tym na mistrzostwach Europy, na których zajęła z drużyną 11. miejsce.